# 蔡守蒙
蔡守蒙（9世纪—939年8月29日），五代十国时期闽国侯官人。通文年间，历任吏部侍郎、判三司。通文二年（937年）六月，闽康宗因大兴土木，国用不足，对他说：“听说吏部任官皆受贿，有没有这种事？”蔡守蒙说：“流言不足信。”康宗说：“朕明白。现委任你择贤授官，但对于求官的不肖和罔冒者也不要拒绝，让他们纳赂交钱。”蔡守蒙素来廉洁，以为不可。康宗大怒，蔡守蒙害怕而遵从。
连重遇作乱弑康宗后，抓住蔡守蒙，责他卖官之罪，杀之。
《十国春秋》责蔡守蒙“素有亷名而中道改节”。